# I liga polska w rugby (1959)
I liga polska w rugby (1959) – trzeci sezon najwyższej klasy ligowych rozgrywek klubowych rugby union w Polsce. Tytuł mistrza Polski zdobyła drużyna Czarni Bytom, drugie miejsce AZS Warszawa, a trzecie Włókniarz Łódź.

## Uczestnicy rozgrywek
Do rozgrywek I ligi przystąpiło 10 istniejących wówczas drużyn – te same, które uczestniczyły w rozgrywkach w poprzednim sezonie. Jedyną zmianą było zastąpienie drużyny AZS Szczecin przez Pionier Szczecin, który przejął z AZS sekcję rugby. 

## Przebieg rozgrywek
Rozgrywki toczyły się w systemie wiosna–jesień i były podzielone na dwie fazy. Wiosną drużyny były podzielone na dwie pięciozespołowe grupy, północną i południową, w których mecze rozgrywano systemem każdy z każdym, mecz i rewanż. Jesienią drużyny podzielono na trzy grupy: drużyny walczące o pierwsze cztery miejsca (te, które zajęły w pierwszej fazie miejsca pierwsze i drugie w swoich grupach), drużyny walczące o miejsca od 5 do 8 (te, które zajęły w pierwszej fazie miejsca trzecie i czwarte w swoich grupach) oraz dwie drużyny walczące o miejsca 9 i 10 (te, które zajęły w pierwszej fazie ostatnie miejsca w swoich grupach). W tej fazie drużyny rozgrywały w poszczególnych grupach spotkania systemem każdy z każdym, ale bez rewanżów (wyjątek stanowiły rozgrywki o dwa ostatnie miejsca).

### Runda wiosenna

#### Grupa południowa
Wyniki spotkań:
|                   | Czarni Bytom | Górnik Kochłowice | Lotnik Warszawa | Włókniarz Łódź | AZS Lublin |
| Czarni Bytom      | –            | 27:6              | 19:6            | 12:0           | 22:0       |
| Górnik Kochłowice | 3:6          | –                 | 8:12            | 0:6            | 16:6       |
| Lotnik Warszawa   | 3:13         | 6:8               | –               | 14:3           | 56:0       |
| Włókniarz Łódź    | 9:0 (wo)     | 13:5              | 15:13           | –              | 11:3       |
| AZS Lublin        | 0:19         | 3:11              | 3:15            | 3:19           | –          |

Tabela:
| Pozycja | Drużyna           | Punkty razem | Bilans punktów |
| ------- | ----------------- | ------------ | -------------- |
| 1       | Czarni Bytom      | 21           | 118:27         |
| 2       | Włókniarz Łódź    | 20           | 71:50          |
| 3       | Lotnik Warszawa   | 16           | 125:69         |
| 4       | Górnik Kochłowice | 14           | 57:74          |
| 5       | AZS Lublin        | 8            | 18:169         |

#### Grupa północna
Wyniki spotkań:
|                  | AZS Warszawa | AZS Gdańsk | Posnania Poznań | Pionier Szczecin | Lechia Gdańsk |
| AZS Warszawa     | –            | 13:6       | 6:0             | 41:6             | 3:3           |
| AZS Gdańsk       | 3:9          | –          | 11:6            | 15:11            | 8:0           |
| Posnania Poznań  | 25:5         | 6:9        | –               | 37:0             | 3:9           |
| Pionier Szczecin | 0:32         | 6:12       | 0:11            | –                | 5:11          |
| Lechia Gdańsk    | 5:5          | 8:3        | 0:19            | 3:0              | –             |

Tabela:
| Pozycja | Drużyna          | Punkty razem | Bilans punktów |
| ------- | ---------------- | ------------ | -------------- |
| 1       | AZS Warszawa     | 20           | 114:48         |
| 2       | AZS Gdańsk       | 18           | 67:59          |
| 3       | Lechia Gdańsk    | 18           | 39:46          |
| 4       | Posnania Poznań  | 16           | 107:40         |
| 5       | Pionier Szczecin | 8            | 28:152         |

### Runda jesienna

#### Finały o miejsca 1–4
Wyniki spotkań:
|                | Czarni Bytom | AZS Warszawa | Włókniarz Łódź | AZS Gdańsk |
| Czarni Bytom   | –            | 0:0          | –              | 6:3        |
| AZS Warszawa   | –            | –            | –              | 17:6       |
| Włókniarz Łódź | 0:9          | 3:3          | –              | –          |
| AZS Gdańsk     | –            | –            | 8:13           | –          |

Tabela:
| Pozycja | Drużyna        | Punkty razem | Bilans punktów |
| ------- | -------------- | ------------ | -------------- |
| 1       | Czarni Bytom   | 8            | 15:3           |
| 2       | AZS Warszawa   | 7            | 20:9           |
| 3       | Włókniarz Łódź | 6            | 16:20          |
| 4       | AZS Gdańsk     | 3            | 17:36          |

#### Finały o miejsca 5–8
Wyniki spotkań:
|                   | Lechia Gdańsk | Posnania Poznań | Lotnik Warszawa | Górnik Kochłowice |
| Lechia Gdańsk     | –             | –               | 3:6             | 9:0 (wo)          |
| Posnania Poznań   | 19:6          | –               | –               | –                 |
| Lotnik Warszawa   | –             | 6:6             | –               | 3:5               |
| Górnik Kochłowice | –             | 9:9             | –               | –                 |

Tabela:
| Pozycja | Drużyna           | Punkty razem | Bilans punktów |
| ------- | ----------------- | ------------ | -------------- |
| 5       | Posnania Poznań   | 7            | 34:21          |
| 6       | Lotnik Warszawa   | 6            | 15:14          |
| 7       | Lechia Gdańsk     | 5            | 18:25          |
| 8       | Górnik Kochłowice | 3            | 14:21          |

#### Finały o miejsca 9–10
Wyniki spotkań:
|                  | Pionier Szczecin | AZS Lublin |
| Pionier Szczecin | –                | 20:0       |
| AZS Lublin       | 3:17             | –          |

Tabela:
| Pozycja | Drużyna          | Punkty razem | Bilans punktów |
| ------- | ---------------- | ------------ | -------------- |
| 9       | Pionier Szczecin | 6            | 37:3           |
| 10      | AZS Lublin       | 2            | 3:37           |

## Inne rozgrywki
W sezonie 1959 po raz rozegrano młodzieżowe mistrzostwa Polski. Wśród juniorów zwyciężył Włókniarz Łódź, trampkarzy Zasadnicza Szkoła Budowy Okrętów z Gdańska, a młodzików Technikum Budowlane z Lublina.